# Piotr Legutko
Piotr Tomasz Legutko (ur. 1960 w Krakowie) – polski dziennikarz, publicysta i wykładowca związany z Krakowem, były redaktor naczelny „Dziennika Polskiego”.

## Życiorys
Ukończył studia polonistyczne na Uniwersytecie Jagiellońskim.
W latach 80. współpracował z „Tygodnikiem Powszechnym”. W latach 1991–1997 pracował w „Czasie Krakowskim” (także jako redaktor naczelny). Od 1997 jest związany z krakowskim oddziałem TVP, gdzie m.in. prowadził program Tematy dnia. Jest autorem licznych programów telewizyjnych, głównie o tematyce regionalnej, reportaży i filmów dokumentalnych. W 2006 za prezesury Bronisława Wildsteina był kierownikiem redakcji publicystyki TVP1, a do czerwca 2007 – zastępcą dyrektora Agencji Informacji TVP. W latach 1999–2005 był członkiem zespołu redakcyjnego tygodnika „Gość Niedzielny”, a w latach 2005–2006 – redaktorem naczelnym kwartalnika „Nowe Państwo”. Publikuje w „Rzeczypospolitej” i w tygodniku „Uważam Rze”. Był redaktorem naczelnym „Dziennika Polskiego” (2007–2011). W styczniu 2012 został publicystą „Gościa Niedzielnego” i kierownikiem krakowskiego oddziału tygodnika. Od 2016 był dyrektorem TVP3 Kraków, a w latach od 2017–2024 był dyrektorem TVP Historia. W 2018 został redaktorem naczelnym kwartalnika Fundacji Republikańskiej „Rzeczy Wspólne”.
Jest wykładowcą Wydziału Dziennikarstwa i Komunikacji Społecznej oraz Studium Dziennikarskiego Uniwersytetu Papieskiego Jana Pawła II oraz retoryki i komunikacji społecznej na Uniwersytecie Jagiellońskim.
W 2012 otrzymał srebrny medal im. Jana Pawła II za zasługi dla archidiecezji krakowskiej. W 2020 odznaczony Złotym Krzyżem Zasługi.

## Wybrane publikacje
- Mity czwartej władzy (z Dobrosławem Rodziewiczem) (2002)
- Kod buntu (2002)
- Jad medialny (2005)
- Gra w media (z Dobrosławem Rodziewiczem) (2007)
- Sztuka debaty (2009)
- Jedyne takie muzeum (2014)
- Marzyciele (2019)